# チャスジハエトリ
チャスジハエトリ（茶筋蠅取、Plexippus paykulli）は、日本で屋内にみられるハエトリグモの一種。雌雄で斑紋が異なる。

## 特徴
ハエトリグモとしては大柄で雌は体長10-12mm、雄は7-11mm。性的二形は明確で、体格の性差は大きくないが、斑紋ははっきりと異なる。
頭胸部は中央が高く盛り上がり、両側は丸っこい。腹部は後ろがややとがった倒卵形。歩脚は中庸で、全体に体表に毛が多い。
体色では性的二形がはっきりしている。斑紋のパターンは雌雄ほぼ共通だが、色彩や細部で違っている。基本的に体色は褐色で、体の中心には茶色い筋が入っているが、褐色部が雄では黒に近い色である。また縦筋の色も雌では淡い褐色なのに対して、雄では白に近い。頭胸部の縦筋は雄では前端まであるのに対して、雌では頭部の手前までしかない。また、雌では腹部の褐色部の中央よりやや後方に白い斑紋が入る。そのため、雄は黒い体の真ん中を白い筋が分断しているという印象になるのに対して、雌は全体に褐色でまだらの模様がある、といった風に見える。

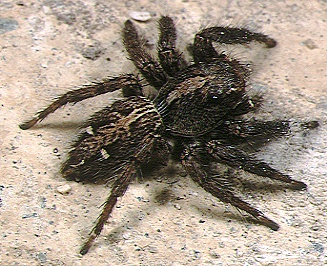
雌成体
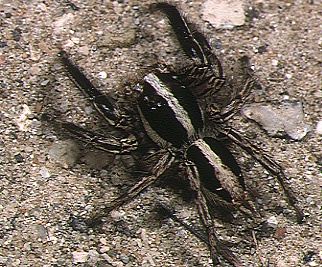
雄成体

## 分布と生育環境
世界の熱帯から暖帯域に広く分布する。日本では本州（関東地方以西）、四国、九州、南西諸島から知られる。北海道にも見られるがこれは人為分布とされる。
日本では人家によく見られ、「人家に最も普通な種」であるとも言われる。それ以外でも「公園のトイレや電話ボックス、海岸の堤防などの公共物、公共施設」などに見られるという指摘もある。オーストラリアでもこの種は人工的な構造物に見られ、その分布の拡大には人間の関わりが強く、その分布は広い。世界的に分布するのもこれによるものとしている。
熱帯域では野外にも見られ、たとえばTahir et al.（2011）はパキスタンの柑橘類の果樹園におけるクモ類の調査で、この種が個体数において全クモ類中で5番目に多く、同科では最も多い種であったとしている。

## 習性
徘徊性のクモで、歩き回って獲物を捕らえる。壁面や樹皮下などに管状で両端に出入り口のある巣を作る。クモはこの巣の周辺で採餌する。
その運動は動いては止まりを繰り返すもので、頻繁に跳躍する。強く刺激した場合には素早く逃げるが、その際には走ることを交えて跳躍を繰り返す。
Jackson & Macnab（1989）によると、この種の狩猟行動は以下のようなものである。獲物を見つけると、まずその方向へ体の向きを変え、素早く接近する。獲物に近寄るとクモは動きを遅め、歩脚を体に引きつけて体を低くする。その姿勢からクモは跳躍（10-50mm）し、獲物を捕らえる。このクモが捕らえる昆虫はクモ本体と同大から二倍大のものまでである。捕まえた後に獲物が跳躍するなどによって逃げた場合には、クモは獲物を銜えた状態でぶら下がり、毒が効いてくるまでの数分間をその状態でいることもある。また自身の巣に触れた昆虫があった場合には巣から出てそれを捕らえる。
時に、網を張っている別種のクモ本体や、その網にかかっている獲物をねらって網に飛び込むことがある。ねらった獲物を逃した場合はもがくようにして、すぐに網から落ちる。ただし粘性のある網にかかった場合には、逃げるのに時間がかかる。

### 配偶行動
雌雄間の行動は、両者が巣とは無関係な場所で顔を合わせた時か、あるいは一方が他方の巣に近づいた時に始まる。
巣と離れた場所で出会った場合、雄は雌の前で、体を高くしたり下げたりしながら雌に接近したり離れたりする。雄は脚を上げながら雌に近づき、左右に5-15mmほど移動しては0.5秒ほどで反対側に移動するというジグザグに移動する行動で雌に接近する。また、この間に雄は次第に体を高く持ち上げる。さらに雄は持ち上げた脚を雌の上に覆うようにする。この間、雌はほとんどの時間を雄を見ているだけであるが、触肢は波状に動かす。
なお、雄同士が出会った場合、両者は背を丸めるようにして体を持ち上げ、持ち上げた歩脚を振る、あるいは押し出すような示威行動を取る。この間、雄は頭胸部を高くもたげ、腹部を下げ、触肢を左右に広げている。たいていの場合、一方はすぐに立ち去る。もう一方の雄はそのまま見送るか、あるいは同様な示威行動を取りながら追いかけるようにする。時には両者が接近して、互いに抱えあうようにして戦う。雌同士の場合、雄同士のような示威行動が見られることもあるが、雄に見られるような格闘に至ることは少なく、多くの場合、頭部を向かい合わせての睨み合いで終わる。

## 類似種
- 同属の種に、日本ではミスジハエトリ P. setipesがある。このミスジハエトリは後述のアダンソンハエトリとの競争に負けるようで、日本では本州中部以北で家屋に見られることが多い[3]。ミスジハエトリは本種と斑紋のパターンは似ているが、全体に色が淡く、雌では腹背両側の濃色の帯に本種にみられる白い斑点がないこと、また雄では背甲の中央の白い縦縞が前端まで届かないことなどで区別できる。
- 他にやや斑紋の似た普通種としてはデーニッツハエトリ Plexippoides doenitziもあるが、野外性で家屋内には入らない。色彩も異なる。
- 同じく家屋性のアダンソンハエトリ Hasarius adansoniは、雌では腹背の中央に淡い縦縞があるためやや似ている。雄では全く斑紋が違う。

## 利害
家屋内の害虫を食べる益虫であると考えられる。姿が気味悪いと嫌われることの多いクモ類の中ではハエトリグモ類は比較的嫌われることが少ない（家屋内で同じく見られるアシダカグモがその見た目から嫌われるのとは対照的である）。